# Ancyluris meliboeus
Ancyluris meliboeus är en fjärilsart som beskrevs av Fabricius 1776. Ancyluris meliboeus ingår i släktet Ancyluris och familjen Riodinidae. Inga underarter finns listade i Catalogue of Life.

## Bildgalleri

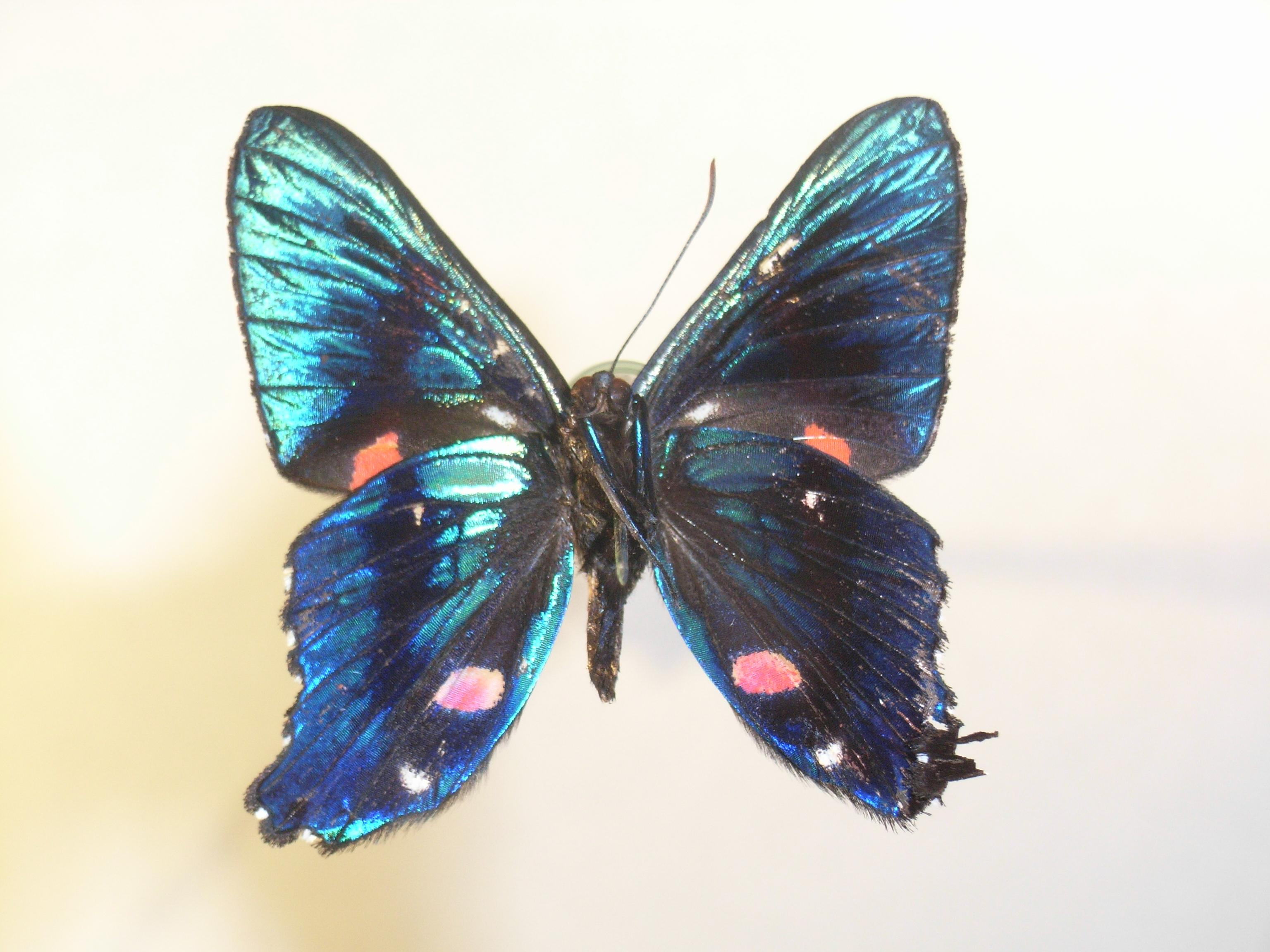